# Staršij praporščik
Staršij praporščik (in russo старший прапорщик?) è un grado militare delle forze terrestri russe e, in precedenza, dell'Esercito Sovietico ed è utilizzato dalle forze di terra di un certo numero di ex stati comunisti. Il grado è equivalente al warrant officer di prima classe o al sergente maggiore negli eserciti di lingua inglese, al maresciallo capo dei Carabinieri, della Guardia di Finanza e dell'Esercito Italiano e al maresciallo di prima classe dell'Aeronautica Militare Italiana.

## Storia
Il grado venne istituito nell'Unione Sovietica nell'esercito nel 1981 insieme al grado di staršij mičman nella Marina. Precedentemente nel 1972 erano stati istituiti i gradi di praporščik e mičman, nel tentativo di ricreare un corpo di sottufficiali a contratto, il cui obbligo contrattuale era di una permanenza di cinque o dieci anni nell'esercito, prorogabili in periodi di tre anni, gli aspiranti dovevano superare gli studi pertinenti nelle scuole di praporščik e mičman del ministero dell'educazione sovietico. I praporščik venivano utilizzati sia in compiti amministrativi, sia in compiti operativi, come componenti degli equipaggi dei veicoli di combattimento; i gradi di staršij praporščik e staršij mičman erano riservati a coloro che avevano maturato la loro anzianità di servizio nel grado di praporščik nell'esercito o mičman nella Marina.

### Federazione russa
Dopo la dissoluzione dell'Unione Sovietica, il grado venne ereditato dalle forze armate della federazione russa e negli eserciti degli stati ex-sovietici.
I gradi di Praporščik Staršij praporščik, così come i corrispondenti gradi della Marina russa di Mičman e Staršij mičman rappresentano una categoria separata di personale militare. In termini di posizione ufficiale, doveri e diritti, occupano un posto vicino agli ufficiali subalterni, sono i loro più stretti assistenti e superiori per i soldati (marinai) e per i sergenti (Staršiná) della stessa unità militare o della stessa imbarcazione. 
| Gradi militari della Federazione Russa |                    |                                    |
| grado inferiore: Praporščik            | Staršij praporščik | grado superiore: Mládšij lejtenant |

#### Controspalline di Praporščik s Staršij praporščik URSS (1971—1991) e Federazione Russa (1991—1994)
|                   | Fanteria motorizzata Fanteria    | Fanteria motorizzata Fanteria                    | Genio militare тruppe corazzate, Artiglieria, forze missilistiche strategiche | Genio militare тruppe corazzate, Artiglieria, forze missilistiche strategiche | Aeronautica militare Truppe aviotrasportate | Aeronautica militare Truppe aviotrasportate      | FSIN MČS Policija               | FSIN MČS Policija                               | Truppe interne MVD              | Truppe interne MVD                              |
| dal 1971 dal 1991 |                                  |                                                  |                                                                               |                                                                               |                                             |                                                  |                                 |                                                 |                                 |                                                 |
|                   | Praporščik Прапорщик (1971—1994) | Staršij praporščik Старший прапорщик (1981—1994) | Praporščik Прапорщик (1971—1994)                                              | Staršij praporščik Старший прапорщик (1981—1994)                              | Praporščik Прапорщик (1971—1994)            | Staršij praporščik Старший прапорщик (1981—1994) | Praporščik Прапорщик (2013 ⇒ …) | Staršij praporščik Старший прапорщик (2013 ⇒ …) | Praporščik Прапорщик (2013 ⇒ …) | Staršij praporščik Старший прапорщик (2013 ⇒ …) |

#### Controspalline per Praporščik e Staršij praporščik  delle Forze Armate e delle autorità esecutive federali della Federazione Russa dal 1994
|                    | Uniforme ordinaria    | Uniforme ordinaria                             | Uniforme ordinaria                             | Uniforme ordinaria                   | Uniforme ordinaria    | Uniforme ordinaria | Uniforme campale | Uniforme campale                     |
| Suchoputnye vojska | Suchoputnye vojska    | Аviacija suchoputnych vojsk VKS RF, КV, VDV RF | Аviacija suchoputnych vojsk VKS RF, КV, VDV RF | VVS RF                               | VVS RF                | SV, VDV RF, RVSN, VKS RF, КV, VVКО, МP Beregovye Voiska, VVS i PVO VМF, VV МVD RF (Rosgvrdija), Medičinskaja slyžba gradi dell'autorità esecutiva federale in cui viene assegnato tale grado | SV, VDV RF, RVSN, VKS RF, КV, VVКО, МP Beregovye Voiska, VVS i PVO VМF, VV МVD RF (Rosgvrdija), Medičinskaja slyžba gradi dell'autorità esecutiva federale in cui viene assegnato tale grado |                                      |
| 1994−2010          | (cucita e rimovibile) | (cucita e rimovibile)                          | (cucita e rimovibile)                          | (cucita e rimovibile)                | (cucita e rimovibile) | (cucita e rimovibile) | (rimovibile) | (rimovibile)                         |
| ------------------ | --------------------- | ---------------------------------------------- | ---------------------------------------------- | ------------------------------------ | --------------------- | --- | --- | ------------------------------------ |
| 1994−2010          |                       |                                                |                                                |                                      |                       | | |                                      |
| 1994−2010          | Praporščik Прапорщик  | Staršij praporščik Старший прапорщик           | Praporščik Прапорщик                           | Staršij praporščik Старший прапорщик | Praporščik Прапорщик  | Staršij praporščik Старший прапорщик | Praporščik Прапорщик | Staršij praporščik Старший прапорщик |
| dal 2010           | (cucita)              | (cucita)                                       | (cucita)                                       | (cucita)                             | (cucita)              | (cucita) | (rimovibile) | (rimovibile)                         |
| dal 2010           |                       |                                                |                                                |                                      |                       | | |                                      |
| dal 2010           | Praporščik Прапорщик  | Staršij praporščik Старший прапорщик           | Praporščik Прапорщик                           | Staršij praporščik Старший прапорщик | Praporščik Прапорщик  | Staršij praporščik Старший прапорщик | Praporščik Прапорщик | Staršij praporščik Старший прапорщик |

## Il grado negli altri paesi
Nelle forze armate dei seguenti paesi il grado gerarchia militare è molto simile:
- Azerbaigian Baş Gizir
- Bielorussia Старшы прапаршчык (staršy praparščyk)
- Rep. Ceca Nadpraporčík
- Germania Est Oberfähnrich
- Lituania Vyresnysis praporščikas
- Polonia Starszy chorąży
- Slovacchia Nadráporčík
- Slovenia Višji praporščak
- Ucraina Старший прапорщик (Stáršyj praporščyk). Nel 2016, a seguito della riforma delle forze armate, questo grado è stato sostituito dal grado di Майстер-сержант (Majster-seržant)[1].